# Fairchild Swearingen Metroliner
El Fairchild Swearingen Metroliner o Fairchild Metro es un avión regional de 19 plazas, con cabina presurizada, bimotor y turbohélice producido en Estados Unidos. La aeronave fue diseñada por Swearingen Aircraft a partir del Swearingen Merlin, y construida en 1972 por la compañía Fairchild. Es un avión diseñado principalmente para operar como avión regional, aunque también ha sido usado como avión de carga, de transporte ejecutivo y por Estados Unidos y otros países como avión militar bajo la denominación Fairchild C-26 Metroliner.

## Variantes

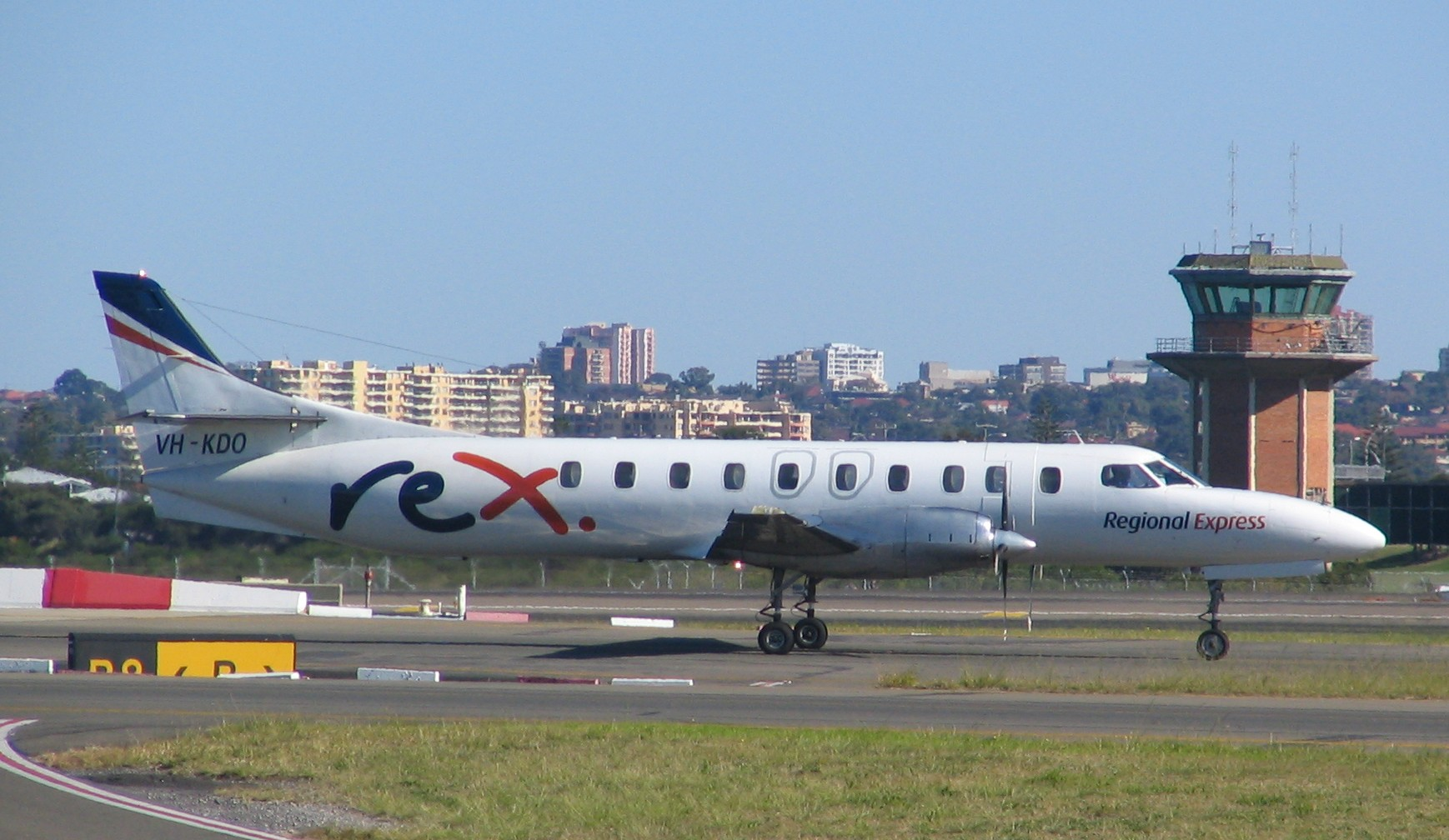
VH-KDO, un Metro 23 de la aerolína regional Australiana Regional Express (REX).

### Civil
- Metro
- Metro II
- Merlin IVA
- Metro III
- Merlin IVC
- Metro 23
- Metro 23EF

### Militar
- C-26 Metroliner
- Tp88 - Metro III: Una aeronave para la Fuerza Aérea Sueca, empleada como transporte VIP.

## Usuarios

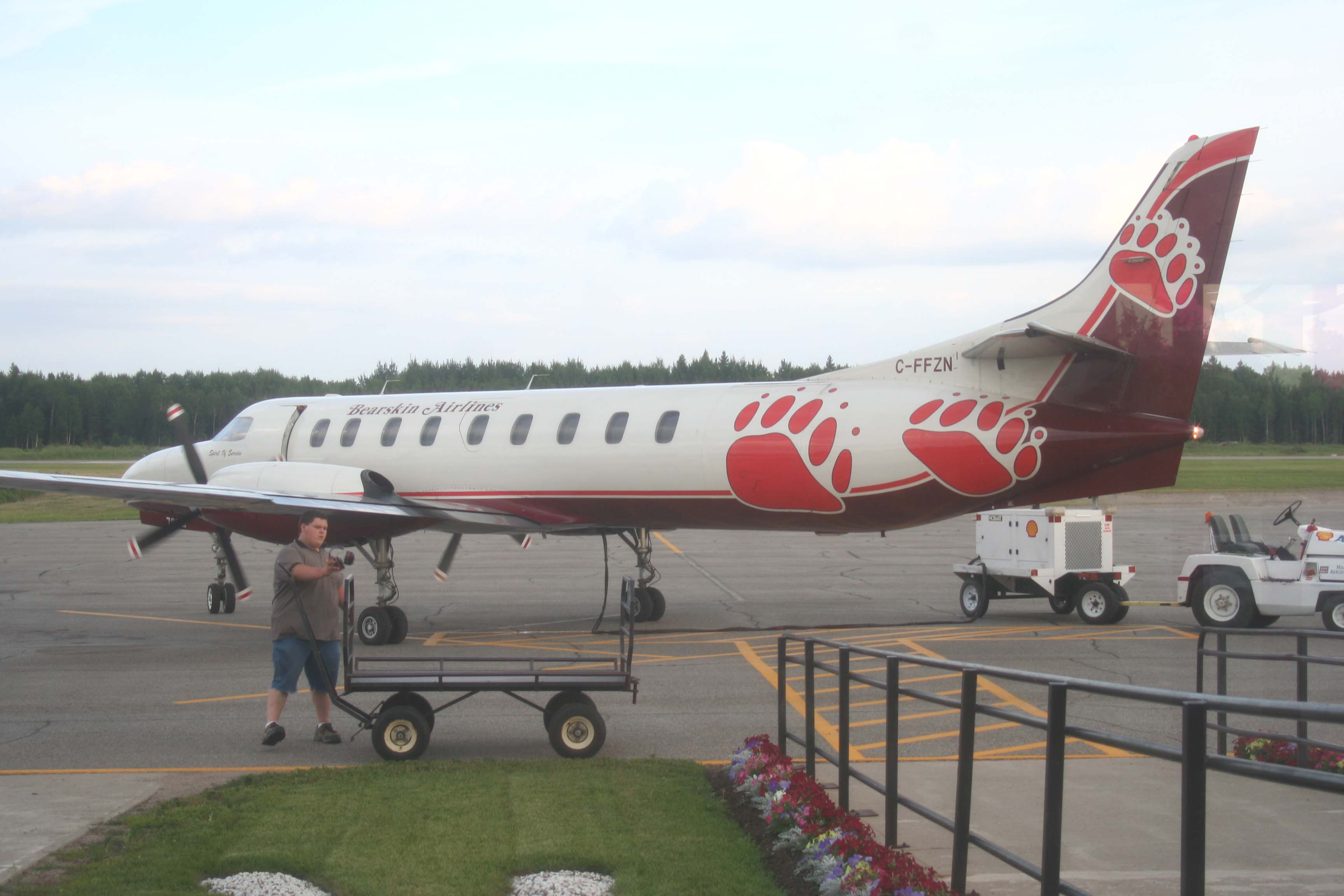
Un SA-227AC Metroliner de Bearskin Airlines (C-FFZN).

### Usuarios civiles
Los principales usuarios del Metroliner son: 
- Alemania
  - BinAir  (7)
- Argentina
  - American Jet (4) (Metro 23)
  - Baires Fly
  - Cedma
  - Cielos Mediterráneos (anunciado)
  - Dangus (anunciado)
  - LAER (2)
  - Dirección Provincial de Aeronáutica de Catamarca

- Australia
  - Brindabella Airlines (5)
  - Hardy Aviation (6)
  - Sharp Airlines (6)
  - Skippers Aviation (5)
  - Toll Aviation (10)
- Bolivia
  - Aerocon (11)
  - Amaszonas (1)
- Canadá
  - Bearskin Airlines (18)
  - Carson Air (14)
  - Perimeter Aviation (22)
  - Sunwest Aviation (6)

- España
  - Zorex Air Transport (3)
  - Flightline BCN  (5)
- Estados Unidos
  - Ameriflight (44)
  - Berry Aviation (9)
  - Career Aviation (9)
  - IBC Airways (6)
  - Key Lime Air (20)
  - Landmark Aviation(9)
  - Peninsula Airways (5)
- México
  - Aeronaves TSM (18)
- Perú
  - LC Busre (6)
- Uruguay
  - Air Class (2)

También hay otras aerolíneas que operan un menor número de aeronaves de este modelo.

### Usuarios militares
Argentina
- Fuerza Aérea Argentina
- Armada Argentina
- Gendarmería Argentina

 Australia
 Bélgica
- Fuerza Aérea Belga

 Colombia
- Policía Nacional de Colombia

 El Salvador
 México
 Perú
 Sudáfrica
- Fuerza Aérea Sudafricana

 Suecia
- Fuerza Aérea Sueca

 Tailandia
- Fuerza Aérea Real Tailandesa

 Trinidad y Tobago
 Venezuela

## Accidentes e incidentes
- El 12 de junio de 1980, un Metro II que operaba como el vuelo 965 de Air Wisconsin sufrió una falla en el motor luego de una ingestión masiva de agua durante una tormenta; la tripulación perdió el control y se estrelló cerca de Valley, Nebraska. Murieron tanto miembros de la tripulación como 11 pasajeros; dos pasajeros sobrevivieron con heridas graves.
- El 30 de enero de 1984, un Metro II operado por British Airways se estrelló poco después del despegue de Terre Haute, Indiana, en un vuelo de reposicionamiento a Evansville, Indiana. Tres empleados de Britt, incluido su director de operaciones y piloto jefe, murieron. El avión quedó destruido. La causa fue indeterminada.
- El 15 de enero de 1987, un Metro II que operaba como el vuelo 1834 de Skywest Airlines chocó con un Mooney M20 de un solo motor cerca de Kearns, Utah. Las ocho personas del Metro II y los dos pilotos del Mooney murieron en el accidente.
- El 19 de enero de 1988, un Metro III, que operaba como el vuelo 2286 de Trans-Colorado Airlines se estrelló cerca de Bayfield, Colorado. Murieron tanto miembros de la tripulación como siete de los 15 pasajeros. De los pasajeros supervivientes, solo uno resultó ileso.
- El 8 de febrero de 1988, un Metro III que operaba como el vuelo 108 de Nürnberger Flugdienst fue impactado por un rayo, lo cual provocó un fallo en el sistema eléctrico. El ala derecha se separó del avión durante un descenso incontrolado y el avión se desintegró, estrellándose cerca de Kettwig, Alemania. Tanto los miembros de la tripulación como los 19 pasajeros murieron. Es el accidente más mortal que involucró a un Fairchild Metroliner.
- El 19 de febrero de 1988, un Fairchild que operaba como el vuelo 3378 de AVAir se estrelló a una milla de la pista después de despegar del aeropuerto internacional de Raleigh-Durham, Carolina del Norte. Se descubrió que la causa fue un error piloto.
- El 1 de febrero de 1991, el vuelo 5569 de Skywest Airlines, operado con un Metro III, estaba esperando en una pista del aeropuerto internacional de Los Ángeles, cuando el vuelo 1493 de USAir chocó con él, resultando en la muerte de los diez pasajeros y los dos tripulantes a bordo del Metroliner.
- El jueves 25 de enero de 1996 un Metro III de Transportes Aéreos Neuquén se accidentó en Rincón de Los Sauces como el vuelo 413 se despistó después de aterrizar en Rincón de Los Sauces, no hubo muertos.
- El 18 de febrero de 1998 un Metro II perteneciente a la compañía española IBERTRANS con matrícula EC-GDG que efectuaba un vuelo de carga se estrelló en las inmediaciones del aeropuerto de Barcelona falleciendo sus dos pilotos. El avión despegó de Barcelona, presumiblemente tuvo algún fallo mecánico y colisionó con el terreno cuando intentaba volver al aeropuerto.
- El 18 de junio de 1998, el vuelo 420 de Propair, un Metro II que volaba desde el Aeropuerto Internacional Dorval (ahora Aeropuerto Internacional de Montreal-Trudeau) al Aeropuerto de Peterborough en Peterborough, Ontario, sufrió un incendio durante el despegue luego que se sobrecalentaran los frenos izquierdos, lo que provocó fuego dentro del hueco de las ruedas que destruyó los sistemas de alerta, por lo que la tripulación desconoció la gravedad del incendio. El intenso calor del fuego provocó una falla estructural en el ala izquierda durante el aterrizaje y la aeronave se estrelló. Los 11 ocupantes murieron.
- El 10 de octubre de 2001 un Metro que operaba el vuelo 101 de la compañía española Flightline con matrícula EC-GDV en vuelo desde Barcelona a Orán (Argelia), se estrelló en el mar Mediterráneo, en las cercanías de las Islas Columbretes (Castellón), presumiblemente por el impacto de un rayo que lo dejó sin sistema eléctrico. Se encontraron restos del Metroliner flotando en el mar, pero nunca se hallaron los cuerpos de los 10 ocupantes que se dieron por fallecidos.
- El 3 de mayo de 2005, un Metro III que operaba un vuelo de carga como el vuelo 23 de Air Work se partió en el aire y se estrelló cerca de Stratford, Nueva Zelanda. Ambos tripulantes murieron.
- El 7 de mayo de 2005, un Transair Metro 23 se estrelló cerca del río Lockhart, al norte de Cooktown, Queensland en Australia. Un total de 15 personas murieron en lo que es, a diciembre de 2009, el peor accidente aéreo en Australia desde la década de 1960.
- El 10 de febrero de 2011, el vuelo 7100 de Manx2, un Metro III propiedad de la aerolínea española Air Lada que operaba en nombre de Manx2, estaba en un vuelo desde Belfast, Irlanda del Norte, a Cork, Irlanda. La aeronave se estrelló al aterrizar en la niebla, provocando la muerte de las seis personas a bordo.
- El 6 de septiembre de 2011, el vuelo 238 de Aerocón que volaba desde el Aeropuerto El Trompillo, en Santa Cruz de la Sierra, al Aeropuerto Teniente Jorge Henrich Arauz, en Trinidad, Bolivia, se estrelló en la aproximación hacia Trinidad. El vuelo fue operado por un Swearingen SA-227 Metroliner, matrícula CP-2548. Ocho de las nueve personas a bordo murieron.
- El 6 de junio de 2012, un metro SA227-C en ruta desde Montevideo a Ezeiza, se estrelló en el Río de la Plata cerca de la costa de Montevideo al sur de la Isla de Flores. Estaba registrado como CX-LAS, operando un vuelo de carga en nombre de DHL.
- El 3 de noviembre de 2013, el vuelo 25 de Aerocon, fue un vuelo doméstico de pasajeros operado por un Swearingen SA227-BC Metro III matriculado CP-2574 que se estrelló al aterrizar en el Aeropuerto de Riberalta debido a un viento cortante. De las 18 personas a bordo, ocho fallecieron y 10 sobrevivieron.
- El 10 de noviembre de 2013, un Metroliner operado por Bearskin Airlines con el número de vuelo JV311, se estrelló en la aproximación final a su destino en Red Lake, Ontario, Canadá, en ruta desde Sioux Lookout, Ontario. La aeronave experimentó una falla casi total del motor izquierdo a 500 pies que, combinado con la aeronave en la configuración de aterrizaje, causó una pérdida de velocidad que resultó en una situación irrecuperable. Los sistemas de seguridad para ayudar en el manejo con un motor fuera no se activaron porque el motor no se apagó por completo; el escenario proporcionó información contradictoria a los pilotos que no tuvieron tiempo de identificar la naturaleza de la falla. Dos miembros de la tripulación y tres pasajeros murieron en el accidente.
- El 2 de diciembre de 2013, un Metroliner propiedad de IBC Airways, que volaba desde el Aeropuerto Internacional Las Américas, República Dominicana, se estrelló en el municipio de Arecibo, Puerto Rico. Dos personas murieron en el accidente.
- El 2 de junio de 2015, un Fairchild Metro II, matrícula XA-UKP, se estrelló poco después del despegue del aeropuerto internacional de Querétaro, en México.
- El 24 de octubre de 2016, un CAE Aviation SA227-AT Merlin IVC se estrelló poco después del despegue del aeropuerto internacional de Malta. Las cinco personas a bordo murieron. La aeronave participaba en una operación de vigilancia dirigida por Francia para combatir el tráfico de personas.
- El 6 de diciembre de 2016, un avión de carga Swearingen SA227-AC Metro III, que operaba como el vuelo LYM308 de Key Lime Air, se estrelló al norte de Pelham, Georgia, Estados Unidos, en un vuelo desde la Ciudad de Panamá a Albany, Georgia. El piloto, el único ocupante, murió. El clima en la zona era adverso, con una tormenta eléctrica en las cercanías del aeropuerto de destino.
- El 5 de noviembre de 2020 se registró una excursión de pista en el Aeropuerto de Mendoza, Argentina, de una aeronave SA227-AC Metro III, cuando estaba realizaba su maniobra de aterrizaje. La aeronave sufrió daños considerables en su tren de aterrizaje, sin que se registraran pérdidas humanas. Este avión Swearingen SA227-AC Metro III, matrícula LV-VDJ, pertenece a la empresa Dos Mil Aerosistema S.A.[2]

## Especificaciones (Metro III)

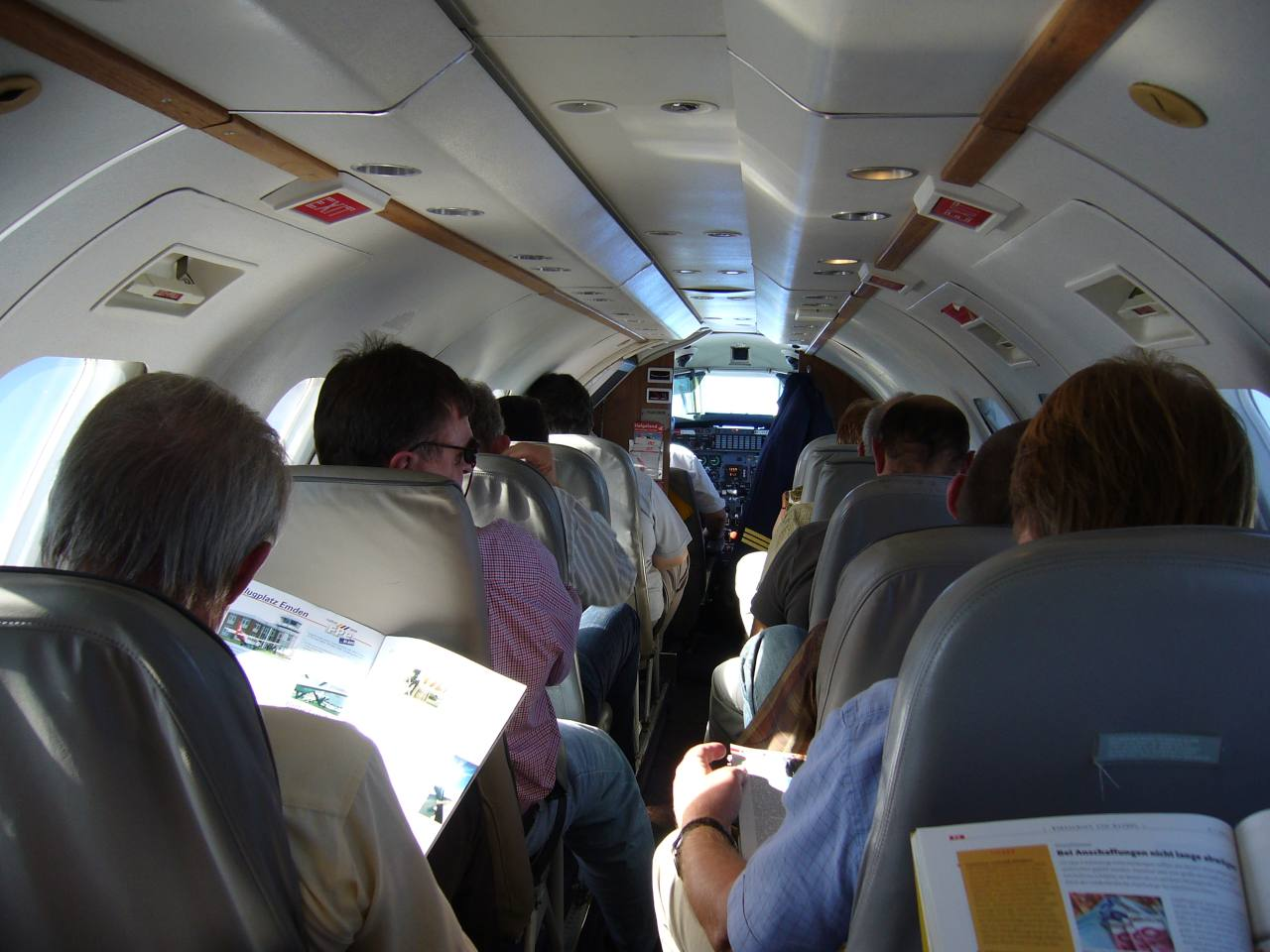
Cabina de pasaje de un Metroliner.

Referencia datos: The Encyclopedia of World Aircraft

### Características generales
- Tripulación: dos (piloto y copiloto)
- Capacidad: 2 pilotos & 19 pasajeros o un volumen de carga de 4,06 m³ (143,5 ft³)
- Longitud: 18,09 m
- Envergadura: 17,37 m
- Altura: 5,08 m
- Superficie alar: 28,71 m²
- Peso vacío: 9500. LBS
- Peso cargado: Maximum Ramp Weight (MRW) 16.100 LBS
- Peso útil: MTOW 16.000. LBS
- Planta motriz: 2× turbohélices Allied Signal Garrett TPE-331-IIUG-601G.
  - Potencia: de 1.100 HP cada uno.
- Hélices: 4× McCauley 4HFR34C652 o Dowty Rotol R.321/4-82-F/8[4] por motor.

### Rendimiento
- Velocidad máxima operativa (Vno): 460 km/h 285 mph
- Alcance: 3.750 km 2.331 millas
- Techo de vuelo: 9.500 m 31,000 pies

### Desarrollos relacionados
- Swearingen Merlin
- Fairchild C-26 Metroliner

### Aeronaves similares
- Beechcraft 1900
- Dornier Do 228
- Embraer EMB 110 Bandeirante
- Let L-410 Turbolet
- Handley Page Jetstream
- Britten-Norman Trislander

### Listas relacionadas
- Anexo:Aviones de línea regionales